# چمنزار شهری

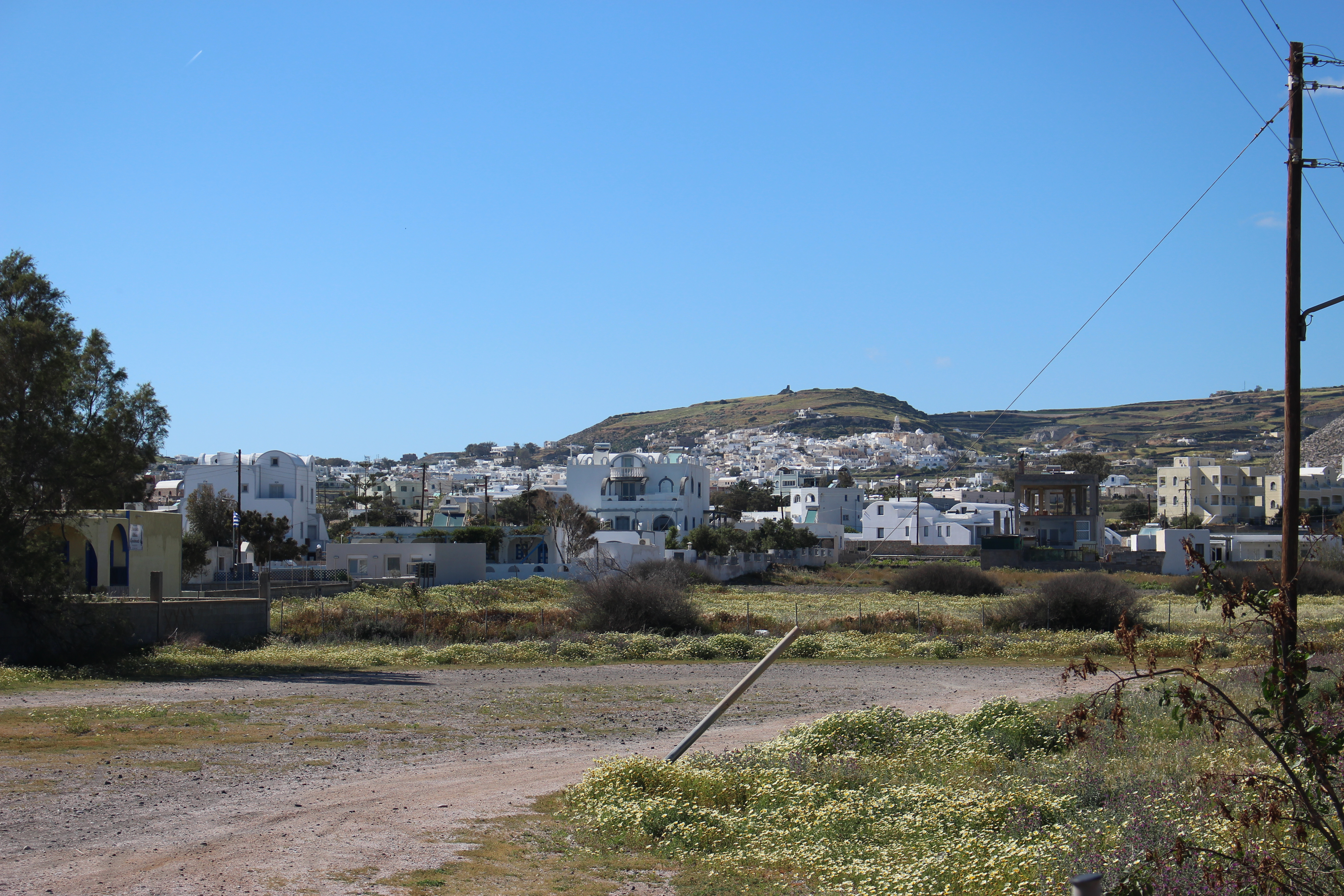
یک چمنزار شهری در خارج از سانتورینی، یونان

چمنزار شهری یا علفزار شهری، زمین شهری خالی است که به فضای سبز تبدیل شده است. این تعریف می‌تواند در کشورها و رشته‌های مختلف متفاوت باشد، اما در گسترده‌ترین حالت، شامل مراتع، چمنزارها و باغ‌ها و همچنین پارک‌های عمومی و خصوصی، زمین‌های خالی، بقایای مناظر روستایی و مناطق واقع در امتداد راهروهای حمل و نقل می‌شود. اگر قبلاً توسعه یافته بودند، سازه‌هایی که زمین‌های شهری را اشغال می‌کردند، تخریب شده‌اند و مناطق پراکنده‌ای از فضای سبز را که معمولاً بدون مراقبت و مدیریت هستند، به جا گذاشته‌اند و یک پارک ناخواسته را تشکیل داده‌اند. همچنین می‌توان فضاهایی را عمداً برای تسهیل امکانات رفاهی ایجاد کرد، مانند کمربندهای سبز، باغ‌های اجتماعی و زیستگاه‌های حفاظت‌شده حیات وحش.
زمین‌های قهوه‌ای شهری، مراتع آلوده‌ای هستند که زیر چتر مراتع شهری قرار می‌گیرند. فضاهای سبز شهری دسته بزرگتری هستند که علاوه بر سایر فضاها، شامل چمنزارهای شهری نیز می‌شوند.

## علل

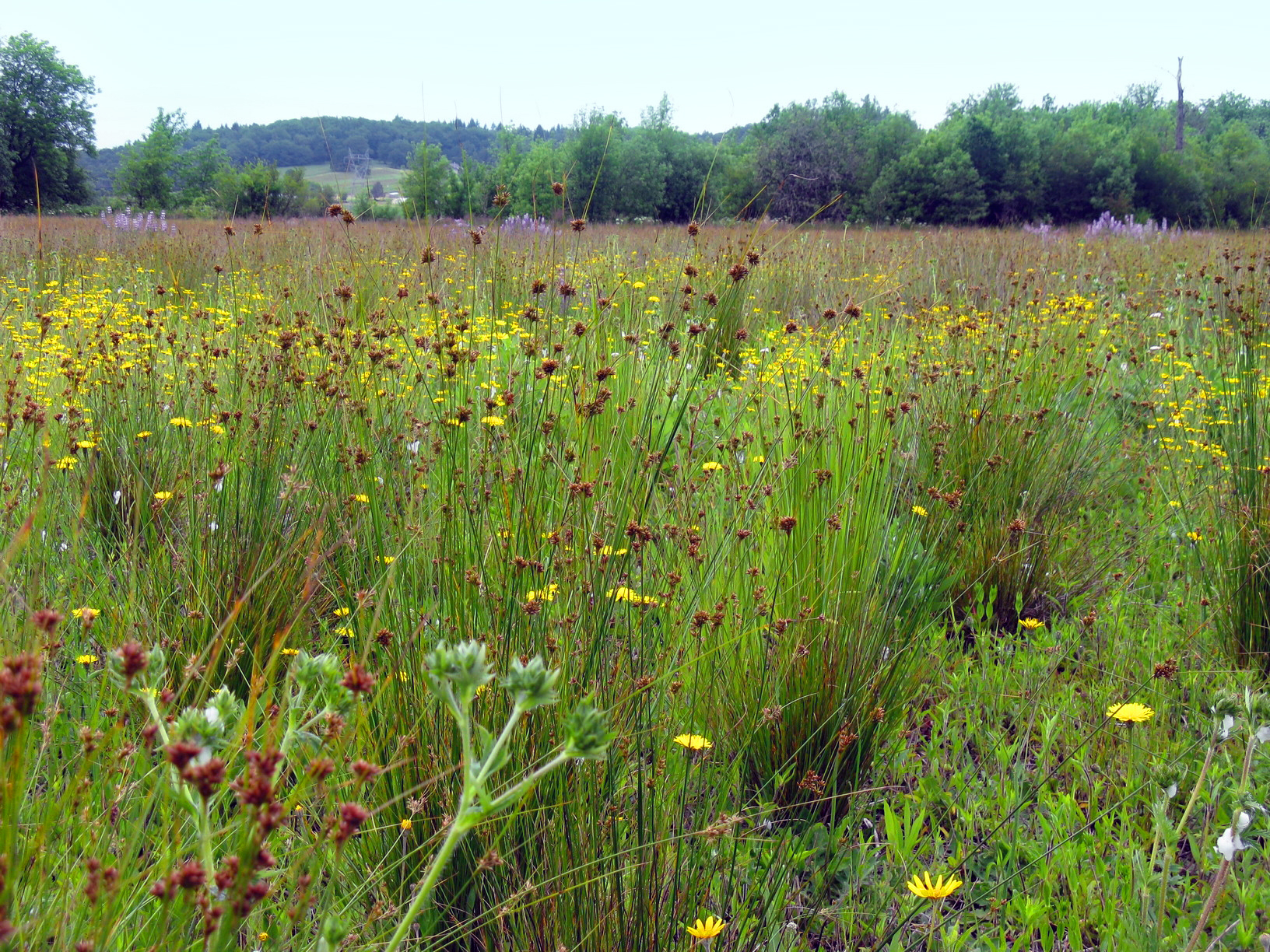
یک دشت بازسازی‌شده در نزدیکی یوجین (اورگن).

دشت‌های شهری می‌توانند ناشی از عوامل مختلفی باشند. آنها می‌توانند زمینی باشند که قبلاً توسعه یافته و از آن زمان پاکسازی شده است، یا بقایای چشم‌انداز طبیعی باشند. در حالت اول، ارزش ساختمان‌های قدیمی ممکن است آنقدر پایین بیاید که انگیزه‌های مالی برای مالکان آنها جهت نگهداری از آنها یا مصادره توسط دولت محلی در پاسخ به مالیات‌های پرداخت نشده بر املاک، ایجاد نکند. در بسیاری از موارد، شهرها سازه‌های خالی را تخریب می‌کنند زیرا این سازه‌ها تهدیدی برای سلامت و ایمنی (مانند خطرات آتش‌سوزی) محسوب می‌شوند یا به عنوان مکانی برای فعالیت‌های مجرمانه مورد استفاده قرار می‌گیرند.
ممکن است مناطقی از ساختمان‌ها به عنوان بخشی از طرح احیا با هدف توسعه مجدد زمین، پاکسازی شوند. در مناطق مستعد سیل، سازمان‌های دولتی ممکن است قطعات زمین‌های توسعه‌یافته را خریداری کرده و سپس سازه‌ها را برای بهبود زهکشی در هنگام سیل تخریب کنند. می‌توان محله‌های نزدیک به مکان‌های اصلی پاکسازی صنعتی یا زیست‌محیطی را خریداری و مسطح کرد تا یک منطقه حائل ایجاد شود و خطرات مرتبط با آلودگی یا حوادث صنعتی به حداقل برسد. علاوه بر این، ساکنان شهر ممکن است فضای خالی برنامه‌ریزی نشده را با پارک‌های شهری یا باغ‌های اجتماعی پر کنند. دولت‌ها و گروه‌های غیرانتفاعی همچنین می‌توانند باغ‌های اجتماعی و مناطق حفاظت‌شده ایجاد کنند تا زیستگاه حیات وحش را احیا یا دوباره معرفی کنند، به محیط زیست کمک کنند و مردم را در مورد چمنزار آموزش دهند. دیترویت، میشیگان، یکی از شهرهای خاصی است که دشت‌های شهری زیادی دارد.

## مزایا
بسیاری از مطالعات نشان می‌دهند که شهرنشینی با از دست دادن تنوع زیستی مرتبط بوده است. علاوه بر این، مناظر شهری باقی مانده معمولاً قادر به پشتیبانی از شبکه‌های غذایی پیچیده‌ای که قبلاً میزبان آنها بودند، نیستند و به زیستگاه‌های جدیدی برای گونه‌های بیگانه بسیار سازگار، مانند موش‌ها، سوسک‌ها و کبوترها تبدیل می‌شوند. با جایگزینی مناظر طبیعی با مناظر شهری، خدمات اکوسیستم منطقه می‌تواند کاهش یابد. به همین دلیل، در مناطق شهری فضاهای سبز و مراتع حتی حیاتی‌تر هستند. این مناطق نه تنها از طریق فراهم کردن فضایی برای فعالیت‌های اوقات فراغت و تعامل اجتماعی، زندگی انسان را بهبود می‌بخشند، بلکه مزایای مستقیمی برای سلامتی مانند کاهش آلودگی هوا نیز دارند. آنها همچنین خانه‌هایی برای گرده افشان‌های مهم مانند زنبورهای وحشی فراهم می‌کنند. علیرغم مسائلی که پیرامون پاکسازی و نگهداری آنها وجود دارد، حتی مراتع کوچک شهری نیز می‌توانند از نظر اکولوژیکی تأثیر بزرگی داشته باشند. در ملبورن استرالیا، در محل یادبود تانرمینرویت و مالبوی هینر، تنها سه سال پس از کاشت مجدد با انواع گونه‌های بومی و انجام عملیات نگهداری، فضای سبز تعداد و تنوع حشرات اطراف را افزایش داده است.